# Miguel Muñoz
Miguel Muñoz Mozún, född 19 januari 1922 i Madrid i Spanien, död 16 juli 1990, var en spansk fotbollsspelare och fotbollstränare.
Muñoz spelade som mittfältare och tillbringade större delen av sin aktiva spelarkarriär i den spanska storklubben Real Madrid och blev därefter en av de framgångsrikaste tränarna i klubbens historia. Han ledde laget till två Europacupen (idag kallad Uefa Champions League) titlar och nio La liga titlar.
Efter sin tid i Real Madrid var Muñoz tränare för tre spanska klubbar. Han uppnådde dock inga meriter med dessa lag.
Muñoz var sedan tränare för det spanska herrlandslaget under sex år. Han ledde landslaget till final i Europamästerskapet 1984. 

## Meriter

### Som spelare
Med Real Madrid
- Europacupen : 1955-56, 1956-57, 1957-58
- La Liga : 1953-54, 1954-55, 1956-57, 1957-58
- Latin Cupen : 1955, 1957

### Som tränare
Med Real Madrid
- Europacupen : 1959-60, 1965-66
- Interkontinentala cupen : 1960
- La Liga : 1960-61, 1961-62, 1962-63, 1963-64, 1964-65, 1966-67, 1967-68, 1968-69, 1971-72
- Copa del Rey : 1961-62, 1969-70, 1973-74

Med Spanien
- Europamästerskapet i fotboll : Tvåa i mästerskapet 1984